# Thestor braunsi
Thestor braunsi är en fjärilsart som beskrevs av Van Son 1941. Thestor braunsi ingår i släktet Thestor och familjen juvelvingar. IUCN kategoriserar arten globalt som livskraftig. Inga underarter finns listade i Catalogue of Life.